# Azilises

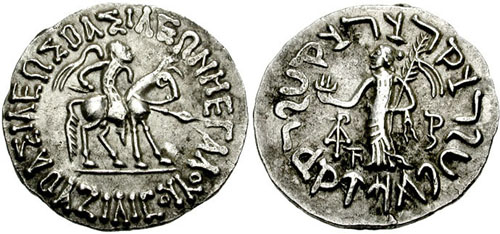
Đồng tetradrachm bằng bạc của Azilises (9.38 g), được đúc ở Gandhara. Vua trên lưng ngựa với cây thương, ghi chú Obv BASILEWS BASILEWN MEGALOU AZILISOU. Rev "Maharajasa rajarajasa mahatasa Ayilishasa", Tyche đứng bên trái cầm đèn.

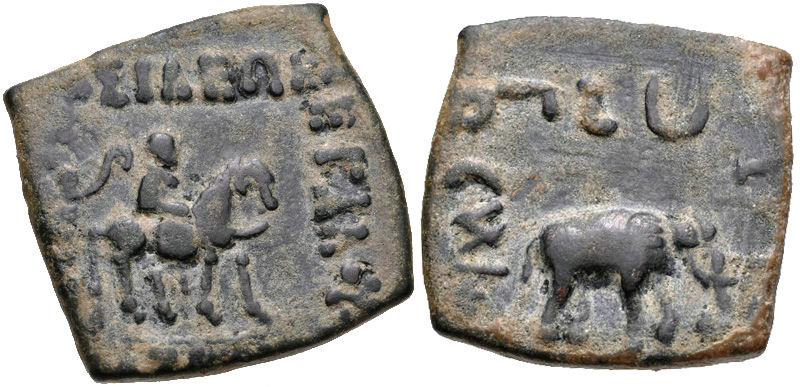
Đồng xu tiêu chuẩn Ấn Độ của Aziles với hình con voi.

Azilises (cai trị khoảng năm 57-35 TCN) là một vị vua Ấn-Scythia cai trị trong vùng Gandhara.

## Kỷ nguyên vàng
Azilises đã ban hành một số đồng tiền chung với Azes, trên đồng tiền, vua Azes được trình bày trên một mặt ("BASILEOS BASILEON MEGALOY AZOY"), và vua Azilises được trình bày trên mặt đối lập bằng Văn tự Kharoshthi ("Maharajasa rajarajasa mahatasa Ayilisasa", nghĩa là "Vị vua vĩ đại, vua của các vị vua, Azilises vĩ đại").